# Fischbach (kommunfritt område)
Fischbach är ett kommunfritt område i Landkreis Nürnberger Land i Regierungsbezirk Mittelfranken i förbundslandet Bayern i Tyskland.